# Aline (groupe)
Pour les articles homonymes, voir Aline.
Aline est un groupe de pop rock français, originaire de Marseille, dans les Bouches-du-Rhône. Il est formé en 2009 autour de Romain Guerret, à l'origine sous le nom de Young Michelin.

## Biographie
Au cours des années 2000, Romain Guerret sort deux albums avec Dondolo : Dondolisme en 2007 et Une vie de plaisir dans un monde nouveau en 2010,. Durant l'été 2009 il compose des titres pour un nouveau projet qu'il nomme Young Michelin. Rejoint par ses amis musiciens, un véritable groupe se forme avec Arnaud Pilard à la guitare, Romain Leiris à la basse, Vincent Pedretti à la batterie et Laurent Maudoux aux claviers. Young Michelin commence à se produire sur scène, sort deux singles au format numérique dès 2009, puis un premier EP quatre titres en vinyle sur le label La Bulle sonore en 2010. Le groupe remporte le concours « CQFD : Ceux qu'il faut découvrir » organisé par le magazine Les Inrockuptibles avec un morceau instrumental, Les Copains.
En 2011, après la parution d'un split EP partagé avec un groupe nommé Pop at Summer, la société Michelin les contraint à changer de nom. La formation se rebaptise Aline, et entre en studio pour l'enregistrement d'un album avec Jean-Louis Piérot, ex-membre des Valentins, à la réalisation et Philippe Balzé à l'enregistrement et au mix. Laurent Maudoux, qui a quitté le groupe pour des raisons personnelles, ne participe pas à l'enregistrement. Il est remplacé lors des concerts par Jérémy Monteiro sans que ce dernier soit intégré comme membre à part entière. En 2012, un nouvel EP de quatre titres mettant en vedette la chanson Je bois et puis je danse est publié au printemps.
Il faut attendre janvier 2013 pour que l'album, intitulé Regarde le ciel, soit édité par Accelera son. Il est distribué par IDOL/PIAS. Le groupe, qui fait partie des lauréats du Fonds d'action et d'initiative rock, effectue une tournée nationale pour promouvoir le disque. Il se produit notamment le 28 mai 2013 à l'Alhambra (avec Autour de Lucie), ou encore le 11 décembre à la Flèche d'Or. Ce concert est important, car le groupe invite sur scène Hervé Zerrouk et Pierre Mikaïloff (chanteur et guitariste des Désaxés) pour reprendre Tout ce que je veux. Aline est également présent sur la réédition de l'album L'Amour, l'argent, le vent de Barbara Carlotti, sorti en février 2013, avec une reprise de Duel au soleil d'Étienne Daho en duo avec la chanteuse. Un nouveau single, Elle m'oubliera, est tiré de l'album Regarde le ciel.
Le deuxième album, La Vie électrique, produit par Stephen Street, sort le 28 août 2015 chez le label PIAS, précédé par le single homonyme accompagné d'un clip réalisé par Shanti Masud.
Jérémy Monteiro fait désormais pleinement partie du groupe.
Un dernier concert a lieu au Café de la Danse à Paris, : le set se finit par le dernier morceau de ce deuxième album "promis, juré, craché" (j’arrête) qui clos cette période du groupe, qui se met en sommeil.
Presque 10 ans passent, et le groupe se reforme à l'occasion d'un premier concert le 9 février 2024 à Paris à la Maroquinerie (une date également à Bordeaux le 18 mars). La composition du groupe est identique, Laurent Maudoux est présent et partage les claviers avec Jérémy Monteiro en fonction des morceaux. L'attente de les revoir jouer ensemble était manifestement très importante et le public communie avec le groupe : le dernier rappel se fait avec une scène partagée à l'invitation du groupe, avec une partie du public. C'est aussi l'occasion de la sortie d'un album La lune sera bleue qui compile les morceaux des premières années (2009 - 2015) avec plusieurs titres inédits. Une date est prévue le 16 Aout à St Malo (route du Rock), et à Paris (Maroquinerie toujours) le 6 février 2025, complétée du 13 février.

## Style musical
Le groupe déclare vouloir faire « de la pop au sens classique ». Leur musique est inspirée de l'indie pop britannique, mais Romain Guerret cîte également des groupes français, dont Gamine et Les Désaxés, parmi ses références. Leurs textes sont chantés en français,. Le premier album Regarde le ciel est d'ailleurs classé "meilleur album rock français" l'année de sa sortie.

## Discographie

### Albums studio
- 2013 : Regarde le ciel
- 2015 : La Vie électrique
- 2024 : La Lune sera bleue

### Singles et EP
- 2009 : Je suis fatigué / Les Copains (single numérique) (sous le nom de Young Michelin)
- 2010 : Elle m'oubliera / Les Éclaireurs (single numérique) (sous le nom de Young Michelin)
- 2010 : Je suis fatigué / Elle m'oubliera / Obscène / Teen Whistle (EP vinyle) (sous le nom de Young Michelin)
- 2011 : Elle et moi / Hélas (split EP avec Pop at Summer) (sous le nom de Young Michelin)
- 2012 : Je bois et puis je danse / Hélas / Deux hirondelles / Je bois et puis je danse (Gambit Mix) (EP vinyle et numérique)
- 2013 : Elle m'oubliera
- 2015 : La Vie électrique
- 2024 : La Lune sera bleue

### Participations
- 2013 : Duel au soleil, duo avec Barbara Carlotti sur la réédition de son album L'Amour, l'argent, le vent
- 2014 : La Rivière est profonde, titre inédit sur le EP vinyle France 2014, et plus… édité par le label Hands and Arms Records pour le Record Store Day